# Rofū Miki
Rofū Miki, 三木 露風 (Miki Rofū?), pseudonimo di Masao Miki  (  三木 操 ?, Miki Masao) (Tatsuno, 23 giugno 1889 – 29 dicembre 1964), è stato un poeta e saggista giapponese, considerato un rappresentante significativo del simbolismo giapponese.

## Biografia

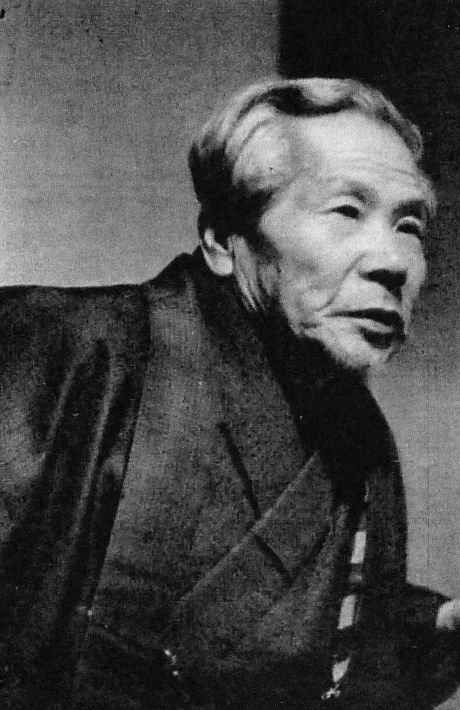
Miki Rofū nel 1956

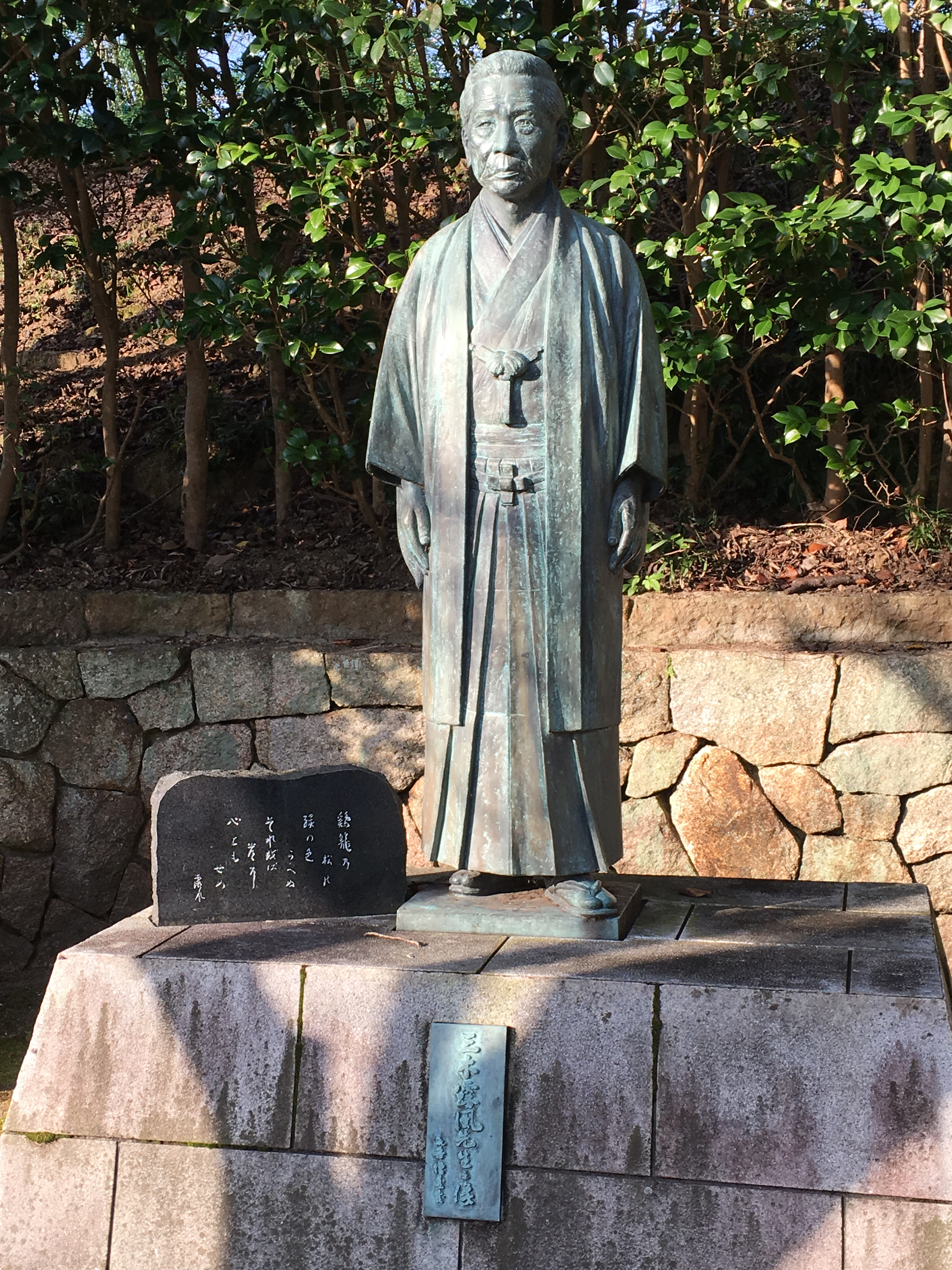
Statua in bronzo dedicata a Miki Rofū nella Prefettura di Hyōgo

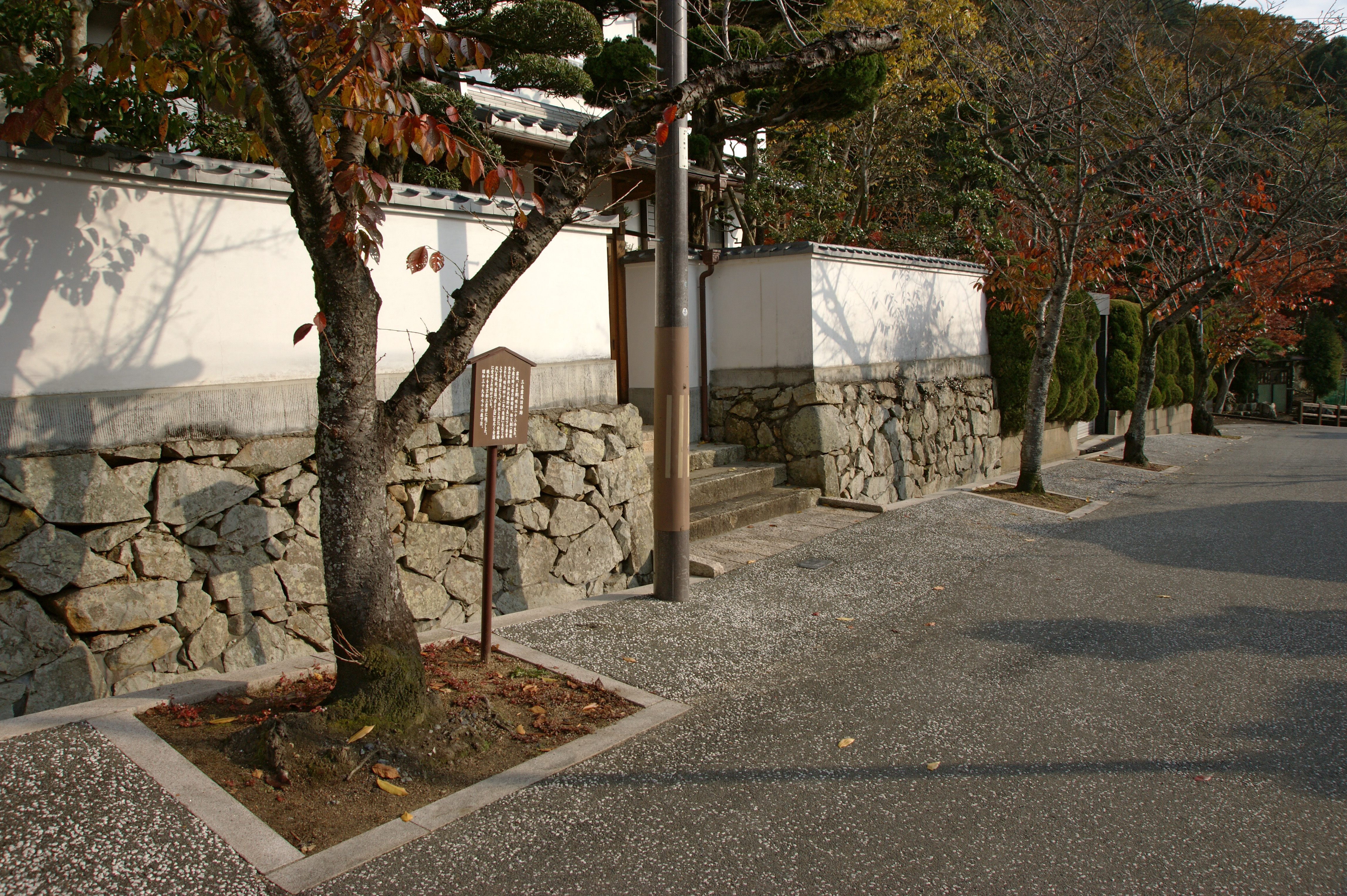
Casa di nascita di Miki
Rofū a Tatsuno

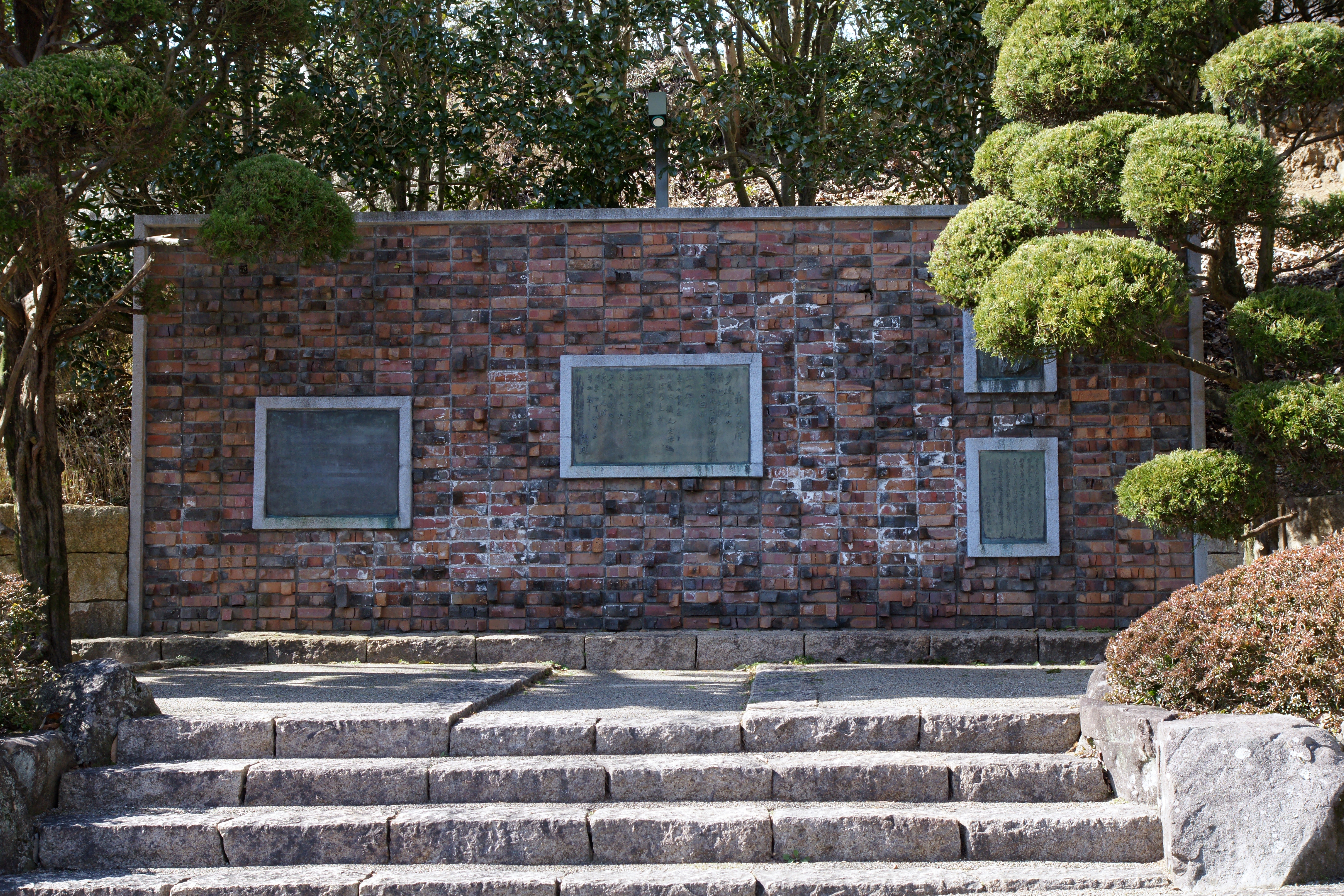
Monumento dedicato alla canzone Akatonbo a Tatsuno

Fu un poeta, un autore di libri per bambini e saggista.
Miki nacque a Tatsuno il 23 giugno 1889, figlio maggiore di Setsujirō Miki e di Kata Midorikawa (1869-1962), una donna molto attiva nel movimento delle donne del Periodo Meiji.
Dopo il divorzio dei suoi genitori nel 1895 quando aveva cinque anni, Miki fu educato da suo nonno, che fu il primo sindaco di Tatsuno.
Miki frequentò la scuola elementare e media a Tatsuno e si avvicinò alla letteratura scrivendo poesie haiku (俳句) e tanka (短歌), già quando era studente.
Esordì all'età di sedici anni pubblicando la sua prima raccolta di poesie intitolata La dea dell'estate (Natsuhime, 1905), alla quale seguì nel 1909 la sua collezione di poesie Il giardino abbandonato (Haien), che ricevette attenzione per il suo verso libero e per il suo stile simbolista.
Miki venne considerato un talento precoce e attirò l'attenzione insieme a Hakushū Kitahara, a cui fu paragonato per stile e qualità letteraria.
Intorno al 1918, è entrato a far parte della rivista di libri per bambini Uccelli rossi (Akai tori, 赤 い 鳥) di Miekichi Suzuki, a cui ha contribuito lavorando, per creare versi e canzoni per bambini.
Tre anni dopo pubblicò una raccolta di versi per bambini chiamati Shinjushima Isola delle perle (真珠 島), che includevano il poema Libellula rossa (Akatonbo, 赤とんぼ), che Kosaku Yamada musicò nel 1927. Nel 1989, Akatonbo è stata votata la canzone preferita del Giappone in un sondaggio dello show NHK "Japanese Songs, Hometown Songs".
Miki fondò assieme ad altri scrittori la rivista Il futuro (Mirai) e nell'arco della sua carriera si rivelò soprattutto un pregevole autore di Kōgo-shi (Poesie in lingua parlata), oltre che di liriche tanka e shintaishi ((新体詩) o «Poesia di nuova forma».
Queste ultime risultavano influenzate dalla letteratura occidentale sia per quanto riguarda la metrica sia per lo stile.
Miki aderì al cattolicesimo e soggiornò dal 1916 al 1924 in un monastero trappista, dove compose il poema L'amore della fede (Shinkō no Akebono, 1920) e ultimò la raccolta di versi Canti del monastero (Shūdōinshishū), pubblicata nel 1926.
La sua fede si manifestò anche nel saggio Storia del cattolicesimo in Giappone (Nihon katorikku kyōshi, 日本カトリック史, 1929).
Tra le altre sue pubblicazioni significative menzioniamo Il cacciatore dalle mani bianche (Shiroki Te no Ryōjin, 1913), L'amico degli uccelli (Kotori no Tomo, 1920) e Vita e amore (Set to Koi, 1920).
Il 21 dicembre 1964, Miki fu investito da un taxi e portato in ospedale con gravi ferite alla testa. Morì di emorragia cerebrale otto giorni dopo, all'età di 75 anni.

## Opere
- La dea dell'estate (Natsuhime, 1905);
- Il giardino abbandonato (Haien, 1909);
- Isola delle perle (真珠 島, 1921);
- L'amore della fede (Shinkō no Akebono, 1920);
- Canti del monastero (Shūdōinshishū, 1926);
- Storia del cattolicesimo in Giappone (Nihon katorikku kyōshi, 1929);
- Il cacciatore dalle mani bianche (Shiroki Te no Ryōjin, 1913);
- L'amico degli uccelli (Kotori no Tomo, 1920);
- Vita e amore (Set to Koi, 1920).